# Amélie Mauresmo
Amelie Mauresmo, född 5 juli 1979 i Saint-Germain-en-Laye i Frankrike, är en fransk före detta professionell (högerhänt) tennisspelare, som bäst rankad som nr 1 i världen under 5 veckor från 13 september 2004. Redan 2001 var hon bland de tio främsta och från 2003 oftast bland de fem främsta. Hennes främsta meriter är två Grand Slam(GS)-titlar i singel och hon kan till det lägga 25 singeltitlar och två dubbeltitlar på WTA-touren. Mauresmo skapade stor uppmärksamhet kring sin person då hon dök upp på tennisens världsscen. Med sitt kraftfulla spel, något maskulint byggda kropp och öppet uttalade homosexualitet sågs hon till en början som ganska suspekt, något som dock avtog med tiden. På en presskonferens i Paris, den 3 december 2009, meddelade hon att hon drar sig tillbaka från professionell tennis.

## Tenniskarriären
Mauresmo vann sin första singeltitel som tennisproffs 1995 (ITF/St. Raphael-FRA). Samma år debuterade hon i en GS-turnering (Franska öppna) och året därpå (1996) vann hon juniortiteln i både Franska öppna och Wimbledonmästerskapen. År 1998 besegrade hon i olika turneringar för första gången spelare som Lindsay Davenport och Jana Novotna, vilka båda hörde till den yttersta världseliten. 
Sin första Grand Slam-final nådde Mauresmo som oseedad år 1999 i Australiska öppna, efter seger över bland andra Lindsay Davenport. Hon förlorade emellertid finalen mot Martina Hingis. Senare under säsongen skadade hon höger fotled och missade flera tävlingar men vann trots det sin första WTA-titel i singel (Bratislava) efter finalseger över Kim Clijsters. Året därpå, 2000, vann hon också en singeltitel, men tvingades till ett nytt speluppehåll beroende på en ryggskada. År 2001 vann hon fyra singeltitlar och blev första gången rankad som fransk etta, en position hon övertog efter Mary Pierce. Även under detta år besvärades Mauresmo av sin ryggskada och dessutom av en benskada. Följande år, 2002, nådde Mauresmo semifinalen i både Wimbledon och US Open men förlorade båda till Venus Williams.
År 2003 vann hon två WTA-titlar och nådde finalen i grusturneringen Italienska öppna (den största grusturneringen efter Franska öppna). Hon förlorade finalen mot Kim Clijsters men tog revansch då hon vann singeltiteln i turneringen de två därpå följande åren. 
År 2004 blev hennes dittills bästa säsong. Hon vann då fem WTA-titlar, och rankades första gången som världsetta omedelbart efter US Open. Hon vann också silvermedaljen i OS 2004 där hon förlorade finalen mot Justine Henin-Hardenne. Trots sina framgångar hade hon även denna säsong besvär av olika skador, framförallt från ryggen, som tvingade henne att dra sig ur några av årets turneringar. År 2005 vann hon fyra titlar, av vilka Italienska öppna och Season-Ending WTA Tour Championship var de förnämsta. I finalen i den senare tävlingen besegrade hon Mary Pierce med 5-7, 7-6, 6-4 i en match som varade i drygt tre timmar. 
I januari 2006 vann hon Australiska öppna och tog därmed sin första GS-titel. I semifinalen besegrade hon Kim Clijsters, och i finalen Henin-Hardenne (6-1, 2-0 uppgivet på grund av magbesvär). I tävlingen tvingades för övrigt ytterligare två av hennes motståndare att ge upp i sina möten mot Mauresmo. Senare samma sommar vann hon också singeltiteln i Wimbledonmästerskapen, också den genom finalseger över Justine Henin. 
Amélie Mauresmo spelade för Frankrike i Fed Cup sedan 1998. Totalt har hon spelat 32 matcher, av vilka hon vunnit 25. Hon spelade en betydande roll för den franska slutsegern i världsfinalen mot USA 2003, där hon vann sina båda singelmatcher.
I dubbel rankades hon som bäst nummer 42 (januari 2006).

## Spelaren och personen
Amélie Mauresmo har berättat att hon bestämde sig redan vid knappt fyra års ålder att bli tennisspelare när hon blivit stor. Hon såg då TV-sändningen av 1983 års finalmatch i Franska öppna mellan fransmannen Yannick Noah och svensken Mats Wilander, en match som Noah vann.  Hon kände sig därför personligen särskilt hedrad då Yannick Noah 1998 som Fed Cup-kapten valde ut henne att spela i det franska laget. Sitt stoltaste ögonblick som tennisspelare upplevde hon enligt egen utsago i september 2004, då hon som första franska kvinnliga spelare under the Open Era (se artikeln ITF) blev rankad som världsetta. 
Mauresmo är en kraftfullt, ganska maskulint byggd person som spelade med enhands-backhand och forehand. På backhandsidan varierade hon gärna slagen, inte sällan med underskruvade (slice) slag. Förutom tennis är hon förtjust i skidåkning utför, go-cart, ridning och vattensurfning. För närvarande bosatt i Genève i Schweiz tillsammans med sin flickvän.

## Amélie MauresmosGrand Slam-finaler (3)

### Singeltitlar (2)
| År   | Mästerskap        | Finalmotståndare       | Setsiffror        |
| 2006 | Australiska öppna | Justine Henin-Hardenne | 6-1, 2-0 uppgivet |
| 2006 | Wimbledon         | Justine Henin-Hardenne | 2-6, 6-3, 6-4     |

### Finalförluster(Runner-ups) (1)
| År   | Mästerskap        | Finalmotståndare | Setsiffror |
| 1999 | Australiska öppna | Martina Hingis   | 2-6, 3-6   |